# Тельксіное
Тельксіное (грец. Θελξινόη) — нерегулярний супутник Юпітера, відомий також під назвою Юпітер XLII. 

## Відкриття
Відкритий у 2004 на фотографіях, які були зроблені 9 лютого 2003 року групою астрономів з Гавайського університету під керівництвом Скотта Шеппарда. Отримав тимчасове значення S/2003 J 22. У березні 2005 Міжнародний астрономічний союз присвоїв супутнику офіційне ім’я Тельксіное в честь однієї з муз . 

## Орбіта
Супутник проходить повний оберт навколо Юпітера на відстані приблизно 21 162 000 км за 628 діб та 43 хвилин. Орбіта має ексцентриситет 0,2206°. Нахил ретроградної орбіти до локальної площини Лапласа 151,4°. Знаходиться у групі Ананке. 

## Фізичні характеристики
Діаметр Тельксіное приблизно 2 кілометри. Оціночна густина 2,6 г/см³. Супутник складається переважно з силікатних порід. Дуже темна поверхня має альбедо 0,04. Зоряна величина дорівнює 23,5m.     